# Karl Walther
Pour les articles homonymes, voir Walther.
Karl Walther ou Friedrich Karl Walther, né le 19 août 1905 à Zeitz et mort en 1981 à Seeshaupt, est un peintre allemand.

## Biographie
Karl Walther naît le 19 août 1905 à Zeitz. Il fait d'abord des travaux graphiques en autodidacte, puis se tourne vers la peinture tout en poursuivant ses études musicales. En 1924 il entre à l'académie de Leipzig, où il suit les cours de Heinz Dörffel et de Fritz Ernst Rentsch.
Vivant et travaillant à Munich, il peint des vues architecturales et des vues de villes.
Il séjourne plusieurs fois à Würzburg et à Kitzingen. Karl Walther meurt en 1981 à Seeshaupt.